# Mebibit
O mebibit é um múltiplo do bit, uma unidade de informação, prefixado pelo multiplicador baseado em padrões "mebi" (símbolo Mi), um prefixo binário que significa 220.
1 mebibit = 220 bits = 1048576bits = 1024 kibibits
A unidade de mebibit é comumente utilizada para medir a capacidade de chip  RAM e  ROM. O mebibit está intimamente relacionado ao megabit que é igual a 106 bits = 1.000.000 bits. Durante as décadas de 1980 e 1990, os fabricantes de videogames às vezes relatavam a quantidade de cartuchos internos ROM (em megabits) em suas embalagens. 1 megabit equivalia a 128 kibibyte; 8 megabits eram 1 mebibyte de ROM contendo instruções e dados do jogo.